# Harvanjärvi
Harvanjärvi eller Harvajärvi är en sjö i Finland. Den ligger i kommunen Sonkajärvi i landskapet Norra Savolax, i den centrala delen av landet, 400 km norr om huvudstaden Helsingfors. Harvanjärvi ligger 104,1 meter över havet. I omgivningarna runt Harvanjärvi växer i huvudsak blandskog. Den är 15,74 meter djup. Arean är 2,05 kvadratkilometer och strandlinjen är 15,87 kilometer lång. Sjön  ingår i Vuoksens huvudavrinningsområde. 